# Estación de MiamiCentral
MiamiCentral es una estación de tren en Miami, Florida. Ubicada en el centro de Miami, la estación brinda acceso a los servicios ferroviarios interurbanos Brightline y  Tri-Rail; vía un puente peatonal, MiamiCentral conecta directamente con Metromover y con Metrorail. La estación es parte de un complejo de uso mixto de 9 acres, que incluye 280.000 m2 de desarrollo residencial, de oficinas, comercial y minorista.
La estación está ubicada a poca distancia de la estación de Wilkie D. Ferguson Jr. y de la estación de Historic Overtown/Lyric Theatre. La estación Government Center, que brinda servicio de Metromover y Metrorail, está conectada directamente con MiamiCentral a través de un puente peatonal sobre NW 3rd Street. La estación fue construida por All Aboard Florida, una subsidiaria de Florida East Coast Industries (FECI) que supervisa Brightline, y diseñada por Skidmore, Owings and Merrill asociación con Zyscovich Architects.

## Historia

### Estación original
MiamiCentral fue originalmente una estación de ferrocarril inaugurada el 15 de abril de 1896 como el término sur del Florida East Coast Railway (FEC) de Henry Flagler. La estación fue el extremo sur de la línea FEC hasta 1905, cuando comenzó la construcción hasta Cayo Hueso a través del Overseas Railroad. La FEC construyó una estación de pasajeros de madera en 1912 en el lugar de lo que se convertiría en el Palacio de Justicia del Condado de Miami-Dade.

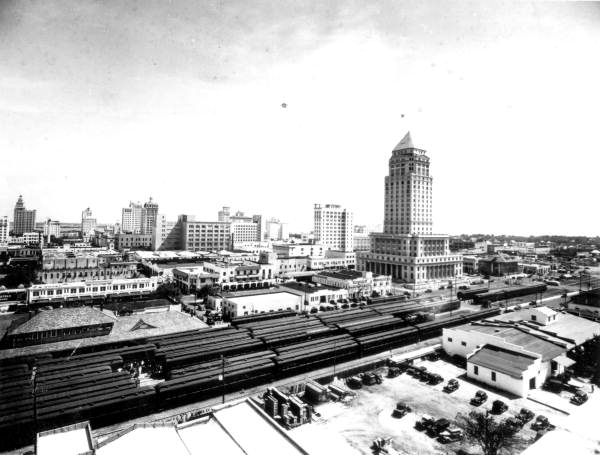
Andenes de la antigua estación.

La construcción del palacio de justicia se inició en 1925 y se terminó en 1928. FEC prestó servicios regulares al sitio hasta el 23 de enero de 1963, cuando los trabajadores sindicales de ambas empresas se declararon en huelga.
Ante la insistencia de la ciudad de Miami, que había luchado durante mucho tiempo para deshacerse de las vías en la sección del centro, justo al norte del palacio de justicia del condado, la terminal de pasajeros del centro fue demolida en noviembre de 1963. Aunque se planeó una nueva estación en el patio de Buena Vista cerca de Avenida Miami y 36th Street (US 27), nunca se construyó. El sitio de la antigua estación se dejó como estacionamiento hasta que comenzó la construcción de MiamiCentral en 2014.
Cuando FEC terminó su servicio de pasajeros, esto dejó a Seaboard Coast Line Railroad (servicio absorbido por Amtrak en 1971) como el único ferrocarril entre ciudades en Miami. Operaron desde la deteriorada terminal de Allapattah en Northwest 22nd Street y Seventh Avenue (US 441) hasta que en 1978, Amtrak se mudó a su ubicación actual cerca de Hialeah.

### Nueva estación
En marzo de 2012, All Aboard Florida, una antigua subsidiaria de Florida East Coast Industries que en ese momento también era propietaria del Florida East Coast Railway, anunció planes para conectar Miami y Orlando con una línea de altas prestaciones. En mayo de 2014, All Aboard Florida dio a conocer sus planes para el sitio de 9 acres, y se prevé que la construcción comience a finales de 2014. La compañía planeaba construir dos vías a cada lado de una plataforma de isla de 15 m. sobre el nivel de la calle y 280.000 m2 de desarrollo orientado al tránsito, con tiendas minoristas al nivel de la calle y habitaciones de hotel, viviendas y oficinas ocupando torres sobre la estación.

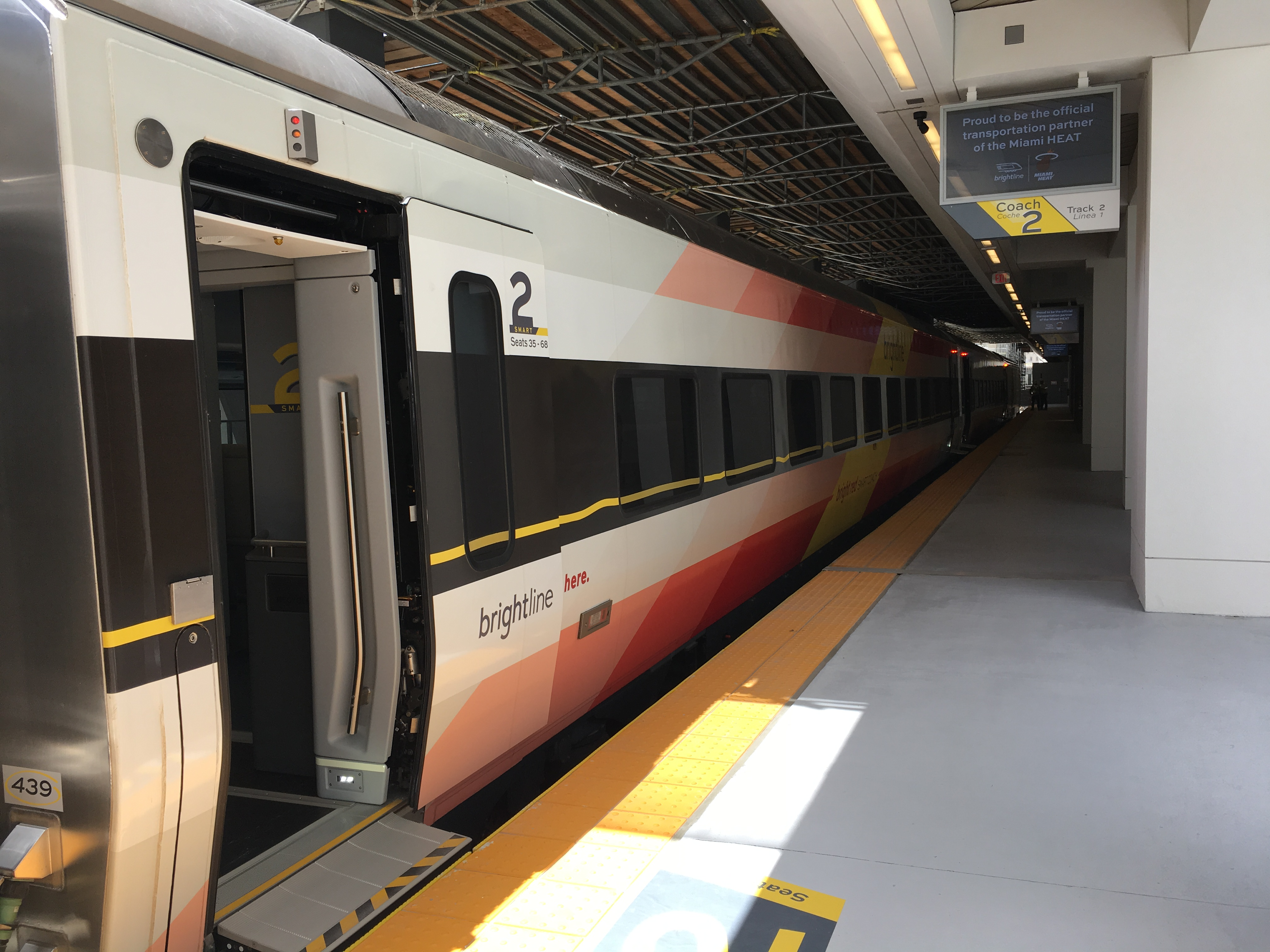
Tren de Brightline en los andenes de la estación en el 2018.

En agosto de 2014, se iniciaron los trabajos preparatorios con la retirada de los estacionamientos que anteriormente se encontraban en el lugar. La construcción de la instalación comenzó a mediados de 2015, cuando comenzaron a construirse los pilotes de soporte subterráneos, y a finales de año ya estaba en marcha la construcción de los cimientos y la estructura. En octubre de 2016, la construcción de la instalación ferroviaria estaba completa en aproximadamente un 70%, mientras que habían comenzado los trabajos en la estructura inferior de los edificios residenciales y de oficinas. Cuando Brightline inició sus operaciones de ingresos en enero de 2018 entre West Palm Beach y Fort Lauderdale, MiamiCentral aún estaba incompleto. Estaba previsto que el servicio a Miami comenzara a finales de abril de 2018. El servicio Brightline a MiamiCentral comenzó el 19 de mayo de 2018.
En su diseño final, MiamiCentral incluye un mercado de alimentos y comestibles de 4.600 m2 denominado Central Fare, 12.000 m2 de espacio comercial, un edificio residencial con 800 apartamentos y dos edificios de oficinas. Tendrá cinco vías, tres de las cuales darán servicio a trenes Brightline y dos a trenes Tri-Rail. Los edificios de oficinas son 3 MiamiCentral  y 2 MiamiCentral.
El servicio de cercanías Tri-Rail está invirtiendo 70 millones de dólares en la estación en el proyecto "Tri-Rail Downtown Miami Link", que permitirá a Tri-Rail operar en la estación como una segunda terminal. El servicio comenzará a finales de 2023 o principios de 2024.